# Copa Valais de 2014
A Copa Valais de 2014 foi a 2ª edição dessa competição organizada pela Matchworld Football S.A.. Realizou-se entre os dias 6 e 31 de julho nas cidades de Savièse, Yverdon-les-Bains e Friburgo, na Suíça. 
A competição contou com apenas três equipes, que deveriam disputar dois jogos cada. Mas o Shakhtar Donetsk não disputou o seu segundo jogo, quando ele enfrentaria o Benfica. O Benfica por sua vez também disputou um jogo contra o Athletic Bilbao, mas este não foi contabilizado no torneio.
Ao fim do torneio o campeão da edição de 2014 foi o Benfica, que venceu o Sion por 2 a 0 na única partida contabilizada na tabela de classificação.

## Classificação
| # | Equipe           | Pts | J | V | E | D | GP | GC | SG |
| - | ---------------- | --- | - | - | - | - | -- | -- | -- |
| 1 | Benfica          | 3   | 1 | 1 | 0 | 0 | 2  | 0  | +3 |
| 2 | Shakhtar Donetsk | 3   | 1 | 1 | 0 | 0 | 1  | 0  | +1 |
| 3 | Sion             | 0   | 2 | 0 | 0 | 0 | 0  | 3  | -3 |

## Jogos
| 6 de julho    | Shakhtar Donetsk | 1 – 0     | Sion | Estádio St Germain, Savièse         |
| 17:00 (UTC+2) | Hladkyi 37'      | Relatório |      | Público: 1 050 Árbitro: Alain Bieri |

| 30 de julho   | Sion | 0 – 2     | Benfica                             | Estádio Municipal, Yverdon-les-Bains |
| 19:30 (UTC+2) |      | Relatório | 15' Franco Jara · 50' João Teixeira | Público: 3 400 Árbitro: Fedayi San   |

| 31 de julho   | Benfica | 0 – 2     | Athletic Bilbao             | Estádio Universitário Saint-Léonard, , Friburgo |
| 19:30 (UTC+2) |         | Relatório | 40' Aduriz · 72' Etxebarria | Público: 3 600 Árbitro: Stephan Klossner        |

## Premiação

### Campeão
| Copa Valais de 2014         |
| Portugal                    |
| --------------------------- |
| Benfica Campeão (1º título) |

### Artilharia
| 1 gol (3) - Franco Jara (Benfica) - Hladkyi (Shakhtar Donetsk) - João Teixeira (Benfica) |